# Джерело «Хрещатик»
Джерело́ «Хреща́тик» — гідрологічна пам'ятка природи місцевого значення в Україні. Розташована в межах Заставнівський району Чернівецької області, при північній околиці села Хрещатик. 
Площа 0,3 га. Статус надано згідно з рішенням облвиконкому від 30.05.1979 року № 198. Перебуває у віданні: Хрещатицька сільська рада. 
Статус надано для збереження джерела мінеральної води (гідрокарбонатно-сульфатно-кальцієво-натрієва). Джерело розташована на стрімкому правобережному схилі Дністровського каньйону. 